# Ephesia
Ephesia är ett släkte av fjärilar. Ephesia ingår i familjen nattflyn.

## Dottertaxa tillEphesia, i alfabetisk ordning[1]
- Ephesia actaea
- Ephesia aenigma
- Ephesia aestimobilis
- Ephesia amaura
- Ephesia ariana
- Ephesia atra
- Ephesia beicki
- Ephesia benacensis
- Ephesia butleri
- Ephesia caerulescens
- Ephesia callinympha
- Ephesia chekiangensis
- Ephesia columbina
- Ephesia combinata
- Ephesia conjux
- Ephesia connexa
- Ephesia danilovi
- Ephesia degener
- Ephesia delicata
- Ephesia disjuncta
- Ephesia dissimilis
- Ephesia distorta
- Ephesia diversa
- Ephesia dotata
- Ephesia duplicata
- Ephesia ella
- Ephesia eminens
- Ephesia esther
- Ephesia eutychea
- Ephesia flavescens
- Ephesia fuliginata
- Ephesia fulminea
- Ephesia fumigera
- Ephesia fumiplaga
- Ephesia fuscida
- Ephesia fuscipicta
- Ephesia griseata
- Ephesia hampsoni
- Ephesia helena
- Ephesia hetaera
- Ephesia hoenei
- Ephesia hymenoides
- Ephesia infasciata
- Ephesia invasa
- Ephesia jansseni
- Ephesia jonasii
- Ephesia kabuli
- Ephesia kashmirica
- Ephesia koreana
- Ephesia kurenzovi
- Ephesia languida
- Ephesia largeteaui
- Ephesia longipalpis
- Ephesia luctuosa
- Ephesia maculata
- Ephesia mariana
- Ephesia medionigra
- Ephesia mirifica
- Ephesia musmi
- Ephesia nigricans
- Ephesia nigripicta
- Ephesia nubila
- Ephesia nutrix
- Ephesia nympaea
- Ephesia obliterata
- Ephesia obscura
- Ephesia paranympha
- Ephesia parigilensis
- Ephesia persimilis
- Ephesia praegnax
- Ephesia pseudoxarippe
- Ephesia puella
- Ephesia rebeli
- Ephesia regularis
- Ephesia sakaii
- Ephesia separans
- Ephesia separata
- Ephesia storthynx
- Ephesia streckeri
- Ephesia subfusca
- Ephesia suzukii
- Ephesia tenuivitta
- Ephesia thalamos
- Ephesia triphaenoides
- Ephesia umbrata
- Ephesia uniformis
- Ephesia vestalis
- Ephesia vilpiana
- Ephesia wushensis
- Ephesia xarippe
- Ephesia yezonis
- Ephesia yunnana